# Kunskapskanalen
Kunskapskanalen è un canale televisivo tematico svedese che trasmette programmi divulgativi ed educativi. È edito dalla compagnia pubblica nazionale Sveriges Television (SVT) e da Sveriges Utbildningsradio (UR) e viene emesso via satellite, cavo e digitale terrestre in Svezia, solo via cavo in Norvegia e in parti della Finlandia e via digitale terrestre nelle Isole Åland e a Copenhagen, a causa del confine del Ponte di Øresund.

## Storia
Kunskapskanalen iniziò a trasmettere ufficialmente il 27 settembre 2004, inizialmente solo dalla domenica al giovedì dalle 18:00 alle 23:00 e successivamente anche il venerdì e il sabato dal gennaio del 2006. Durante i giorni feriali, UR trasmetteva dalle 18 alle 19 e dalle 21:30 alle 23, invece, dalle 19:30 fino alle 21:30 andavano in onda i programmi targati SVT. Nei fine settimana, il canale emetteva i programmi UR dalle 18 per poi passare alle trasmissioni SVT alle 21. Il canale condivideva lo spazio televisivo con Barnkanalen, canale dedicato al pubblico più giovane.
Il 1º settembre 2007, Kunskapskanalen ottenne nuovi orari di trasmissione. Barnkanalen adottò la fascia oraria 18:00-19:00, mentre Kunskapskanalen estese il suo orario di emissione fino all'1 di notte.
Nell'autunno 2008, il Barnkanalen rilevò un'altra ora di trasmissione. Dall'8 agosto 2008, Barnkanalen trasmesse fino alle 19:30, anche nei giorni feriali, mentre a partire dal 25 agosto 2008 Kunskapskanalen iniziò a trasmettere alle 20:00 tutti i giorni della settimana. SVT ridusse anche la quantità di programmi originali prodotti per Kunskapskanalen, destinando al canale le repliche dei programmi di SVT2.
A partire dal 18 gennaio 2010, Kunskapskanalen aumentò drasticamente le sue ore di trasmissione quando prenderà il posto del canale SVT24. Cominciò a trasmettere dalle 9.00 nei giorni feriali e dalle 12.00 nei fine settimana. Durante il giorno trasmette SVT Forum, che trasmette seminari, dibattiti e servizi sul Riksdag e sul Parlamento europeo.

## Loghi

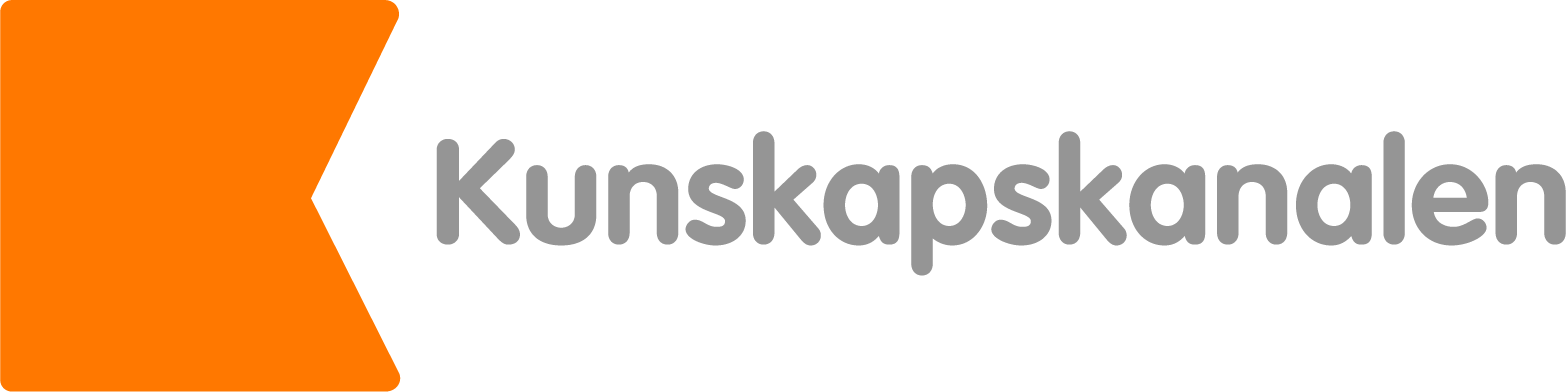
Logo usato dal 5 marzo 2012 al 20 dicembre 2017
In uso dal 20 dicembre 2017